# Christian Broadcasting Network
Christian Broadcasting Network (CBN) је америчка хришћанска медијска организација коју је покренуо Пет Робертсон. Основана је 1960. године у Вирџинија Бичу. Производи дугогодишњу ТВ емисију The 700 Club, као и анимирану серију Суперкњига. Такође управља бројним ТВ каналима и радио-станицама.
Стручњаци сматрају да је CBN „на челу културних ратова од почетка рада почетком 1960-их.”